# Pyrochroïte
La pyrochroïte est une espèce minérale, un hydroxyde de manganèse de formule Mn(OH)2. Elle fait partie du groupe de la brucite. Elle forme des cristaux incolores à verdâtres et cristallise dans le système trigonal. Son symbole IMA est « Pyc ».
Elle se forme comme produit d'hydratation de la manganosite (MnO) ou comme minéral primaire dans certains dépôts de sulfures massifs d'origine volcanique (volcanogenic massive sulfide  ou VMS).
Elle a été décrite pour la première fois en 1864 à partir d'une occurrence dans la mine Stora Pajsberg, district minier de Persberg, dans la commune de Filipstad, comté de Värmland en Suède et a été nommée par Lars Johan Igelstrom d'après le grec πύρ, "feu", et χρώσις, "couleur", en référence au changement de couleur au chauffage.
La pyrochroïte est associée, c'est-à-dire avoisine, la zincite, la calcite, la mooréite, la willemite, l'hydrocérusite, la sussexite, la rhodochrosite, la torreyite et l'allactite.